# 장태화
장태화(張太和)는 5.16 군사 정변에 참여한 대한민국의 언론인이다. 김종필의 최측근이었으며, 중앙정보부장의 정치고문의 한 사람으로 발탁되었으나 김재춘에 의해 숙청되었다. 1961년 4월초, 4.19 혁명 1주년 기념 시위 정보를 입수하여 박정희에게 알렸으나, 장면 내각의 첩보조직인 시국정화단이 이를 알고 미리 시위학생들을 돈으로 매수하여 거사에는 실패했다.
군사정변 준비에 본격 합류했던 장태화는 각계 각층에서 수집한 정세 보고와 사회 동향을 정기적으로 분석해서 박정희와 김종필에게 제출하였다. 한편 각국의 쿠데타 관련 정보 와 농촌 문제 등을 보고했다. 그는 군정 세력 에게 족청계와 다른 우익 집단의 쿠데타를 유난히 강조할 것을 권고하였다. 한편 1961년 4월 당시 4·19 혁명 1주년 기념 학생 시위의 첩보를 입수하는 등의 활동을 했다. 이에 박정희 등은 시위 진압군을 가장하여 정변을 기도하기로 계획했다. 그러나 4.19 혁명 1주년 기념 시위는 장면 내각의 첩보기관인 시국정화단에서 돈으로 매수하여 사전 해산시킴으로써 장태화, 박정희 등의 정변 기도는 실패로 돌아간다. 군사 정변이 성공한 뒤 그는 중앙정보부장 정치고문과 서울신문사 대표이사 사장 등을 지냈다.

## 같이 보기
- 5.16 군사 정변
- 박정희
- 김용태
- 김종필
- 김윤환
- 장도영
- 박창암
- 박근
- 유양수
- 장경순
- 김재춘